# Jean Landry (Ingenieur)
Jean Landry  (* 3. Oktober 1875 in Meudon, Gemeinde Les Verrières; † 17. Juni 1940 in Lausanne) war ein Schweizer Elektroingenieur, bekannt für seine führende Rolle bei der Elektrifizierung der französischsprachigen Schweiz.

## Leben
Landry war das vierzehnte Kind eines Wein- und Holzhändlers. Er ging in Neuchâtel auf das Gymnasium und studierte 1894 bis 1898 an der ETH Zürich Maschinenbau. Danach war er zunächst Ingenieur bei der Elektrofirma Compagnie de l’Industrie Électrique (später Sécheron) und anschliessend beratender Ingenieur in Lausanne. 1902 wurde er Professor für Elektrotechnik an der EPFL (damals École d’ingénieurs de l’Université de Lausanne), deren Direktor er 1919 wurde. Im selben Jahr gründete er die EOS (Energie de l’Ouest Suisse), mit der er die Elektrifizierung der französischsprachigen Schweiz vorantrieb, wie das schon zuvor in der deutschsprachigen Schweiz begonnen wurde. 1927 übernahm er die Leitung des in Bau befindlichen (und 1935 fertiggestellten) Dixence-Kraftwerks. Dabei lernte er auch den Bauingenieur Alfred Stucky kennen, den er an die EPFL holte, wo er nach seinem Tod 1940 (infolge eines Schlaganfalls) sein Nachfolger als Rektor wurde.
1912 wurde er Präsident des SEV, deren Ehrenmitglied er 1919 wurde. 1939 leitete er die Fachgruppe Elektrizität bei der Schweizerischen Landesausstellung in Zürich.